# اورتا اوبا
اورتا اوبا (به ترکی آذربایجانی: Ortaoba) یک منطقه مسکونی در جمهوری آذربایجان است که در شهرستان خاچماز و در دهیاری یالاما واقع شده‌است.